# 魔女之泉R
《魔女之泉R》是Kiwiwalks開發的一款角色扮演遊戲，本作是《魔女之泉》的重製版，於2023年9月26日由Pixmain在Steam發行。2024年8月29日登陸家用主機平台。

## 遊戲玩法
《魔女之泉R》是一款3D角色扮演冒險遊戲，玩家扮演魔女派莓在巴菲利亞大陸上冒險，尋找自己的身世，期間遇到不同的夥伴和敵人。戰鬥採用了回合制，派莓可以使用魔法和近戰武器進行戰鬥，還能馴化部分怪物成為寵物參與戰鬥，後期獲得絕招「神之庇护」。遊戲沒有採用等級提升機制，派莓通過日常修煉來強化各方面的能力，每個修煉都是一個小遊戲，根據遊戲完成度提升能力。在冒險中獲得的物品和材料，派莓可以用於打造裝備和製作道具。

## 劇情

### 主要角色
派莓
故事女主角，是女神埃麗斯韻之女，原名「露西亞」，是一眾神明寄望的下一代接班人。人類討伐神明的泉之戰之中，埃麗斯韻為了保護派莓，將其藏身於一處森林，其守護獸鳥布萊克喬伊變成小巧的怪鳥保護派莓。幼時的派莓屢次想離開森林，布萊克喬伊無奈用布丁洞的泉水洗掉派莓的過去的記憶。自此布萊克喬伊改為暗中保護派莓，派莓也無憂無慮地慢慢長大，並以喜歡的食物為自己取名「派莓」。某天，誤入森林的商人帶來美味的派，勾起了派莓幼時吃母親做的派記憶，讓她下決心離開森林。
賈斯蒂斯
故事男主角，王室勇者，是王國英雄利亞姆之子。父親在泉之戰被魔女所殺，長大後成為勇者參與魔女狩獵。早期強於派莓，派莓成長後輕鬆將其擊敗，不過派莓以帥哥為由，屢次放過了他。青梅竹馬利維亞變成執行者後，開始質疑教皇和魔女狩獵。後期加入「敢死隊」，合力打敗教皇。
教皇
原名薩爾維斯，在邱德的幫助下擊敗神明，建立新教派成為教皇。教皇察覺到邱德背後的野心，為了對抗邱德，教皇開始研究黑暗魔力，打造強大的戰士。經過一輪輪研究，教皇發現人類承受的黑暗魔力有限，而神明後裔能承受更多。教皇希望能捉到女神埃麗斯韻之女露西亞進行實驗，為此發佈「魔女狩獵」，捉捕神明後裔。藉著能使用神明的力量源泉，教皇的權勢凌駕於國王之上，在各地以捉捕魔女為由建立大批「勇者」隊伍，教廷核心力量是一群受黑暗魔力改造的戰士「執行者」。
邱德
神明阿拉姆特的巨龍眷屬，數千年前開始吸收黑暗魔力，密謀推翻神明，讓人類薩爾維斯掌握神明的力量源泉，藉助人類之手打敗神明。再化身最強勇者「克拉雲」，在人間活動。在發現派莓能收集各神明庇護後，打算再派莓將近完成之際竊取神明給與派莓的力量。在決戰中被派莓等人擊倒，之前戰敗的神明現身，將其消滅。
貝斯坦
反抗教皇，擁護國王的敢死隊領袖。原名利亞姆，是教皇研究黑暗魔力的最早實驗品，在實驗中存活下來並化名「貝斯坦」。黑暗魔力給予他強大的力量，但是也削減了他的壽命。在後期與賈斯蒂斯相認，在決戰中犧牲。

### 故事
在遙遠的過去，人類在神明的庇護下平穩生活，後來人類萌生奪取神明權柄的念頭，發起的叛亂佔領了神明的力量源泉，並將神明污衊為「魔族」。事後人類組建新的教派，教派首領教皇發佈「魔女狩獵」，在各地派遣「勇士」捉捕魔族後人「魔女」。為了躲避人類的追捕，小魔女派莓自小居於森林深處。某天，派莓吃了能勾起她兒時記憶的派後，下決心走出森林，探明自己的身世。森林的出口由一座石像守衛，為了擊敗石像離開森林，派莓尋找變強的方法。派俘虜了森林中出沒的怪鳥布萊克喬伊作為使魔，讓布萊克喬伊帶著她穿過海洋，到達一座建有神殿的島嶼，派莓打敗守護獸後獲得了神明的庇護，得以變強離開森林。派莓很快得知勾起她記憶的派，是由拉拉克村的魔女安娜製作。派莓一邊擊倒捉捕她的勇者，一邊找方法潛入拉拉克村。安娜是一處神殿的祭祀，由於失去魔力沒有威脅，沒有被勇士狩獵。派莓從安娜身上感受到母愛，並用心幫助安娜尋找失蹤的女兒。派莓想在一處神殿藉助神明的力量幫助安娜，不過也落入教皇的圈套之中，安娜為了幫派莓脫身而死去。安娜死後，派莓消沉了很久，布萊克喬伊為了鼓勵她，暗中引導派莓前往埃麗斯韻的神殿，告之派莓的身世。派莓從母親埃麗斯韻之口，得知神明的試煉，她要集齊所有神殿的庇護，得以有力量中止魔女狩獵。在接下來的冒險中，派莓結交各方勢力，加入反抗教廷的敢死隊，擊敗了教皇及幕後黑手邱德，成功收集了全部的庇護。

## 開發
《魔女之泉R》的前身是2015年推出的《魔女之泉》，是魔女之泉系列的開端，整個系列著重於「劇情與演出」，以新的技術重現過去經典角色扮演遊戲所注重的劇情和演出內容。《魔女之泉R》是Kiwiwalks首部完全自主開發的電腦遊戲及主機遊戲，Jang Suyoung擔任製作人，儘管本作是重製版，但是計劃品質跟上系列最新作《魔女之泉3 Re:Fine》，而且新增一倍的角色和大量支線故事與設定。重製版刪除了原作的限時通關設計，完成主線劇情預計需時20小時。2021年3月9日，Kiwiwalks首次在Twitter上公佈專案。專案初期Kiwiwalks規模有9人，後續計劃擴大到20人，到開發後期，專案開發團隊僅三人，除了Jang Suyoung之外，其中一人負責3D模型製作，另一人負責宣傳推廣工作。專案面向國際發行，支持繁體中文、簡體中文、韓語、日語及英文。
專案在2022年內完成場景、戰鬥等主要內容的開發工作。2023年開啟首輪試玩後，開發團隊根據玩家反饋優化图形用户界面和使用者體驗。同年4月，開發團隊將文本外包給其他公司負責本地化翻譯，文案近25萬韓文。角色配音工作在5月展開，遊戲提供韓語和日語配音，為此開發團隊不斷在韓國與日本之間往返，監督兩地的配音工作。遊戲發售後獲得不錯的商業表現，開發團隊為此開啟了新的結局後劇情製作計劃。2025年6月，後日談DLC《魔女之泉R：追隨者的終焉》完成韓語錄製工作。

## 發行
遊戲原定在2022年內推出，2022年11月宣佈延期發行，遊戲試玩版預計在2023年第一季推出。2023年2月1日，遊戲在Steam新品節內上線限時試玩版。同月Kiwiwalks參加台北國際電玩展，在活動中宣傳作品。5月Kiwiwalks出席韓國遊戲展PlayX4宣傳作品，並再度限時上線試玩版，同年7月Kiwiwalks參加日本京都Bitsummit宣傳作品，活動中也開放限時上線試玩版。8月31日，Kiwiwalks宣佈遊戲將在9月26日登陸Steam。9月26日，遊戲由Pixmain在Steam正式發行。2024年2月，遊戲更新二週目機制和困難模式，Kiwiwalks同時表示終止發行商合約，由自身主導發行工作。遊戲的家用主機版預計在2024年上半年推出。遊戲的追加下載內容為主角派莓的新服裝。2024年8月29日，遊戲在任天堂Switch、PlayStation 5和Xbox One推出數位版。任天堂Switch和PlayStation 5實體版由Shinsegae I &C負責亞洲地區的發行，PM Studios則負責北美和歐洲的發行。

## 反響及評價
| 汇总媒体             | 得分   |
| -------------------- | ------ |
| Metacritic           | 83/100 |
| OpenCritic（推荐率） | 89%    |

| 媒体    | 得分  |
| ------- | ----- |
| RPGFan  | 9/10  |
| Fami通  | 31/40 |
| IGN韓國 | 8/10  |

Kiwiwalks憑藉《魔女之泉R》獲得2023年度INDIE CRAFT的「最佳開發者」第二位。該作在Steam發售後得到「壓倒性好評」。2024年5月28日，Kiwiwalks宣佈遊戲在Steam銷量超過10萬份，同年6月19日PC及主機銷量合計突破20萬份。根據在Metacritic的匯總評分，媒體整體評價以正面為主。特約作者尼可拉斯寒吉在4gamers摘文稱該作是「非常精緻的重製版本」，對系列老玩家是「誠意十足的更新」，對新玩家是「品質極高的一款養成遊戲」。GAMEVU記者讚譽該作是獨立遊戲中的佳作，有著殷實的故事內容，有趣的題材和豐富的戰鬥體驗。Thisisgame評論員也表示遊戲在保持系列特色之餘，美術和製作規模都超出預期，讓人滿意。IGN韓國評論員Jieun Koo認為該作「華麗的3D美術、演出和韓文配音給人留下深刻印象」。RPGFan編輯德斯·米勒大讚該作的「戰鬥和探索的節奏感體驗幾乎完美」，並將其與《时空之轮》作對比。《Fami通》評論員認為該作是「容易上手又精緻的日式角色扮演遊戲」，遊戲品質也高於同價位的同類作品。
遊戲的玩法方面，遊民星空評論員稱讚遊戲可探索內容豐富，「十分耐玩」，戰鬥系統設計易於理解，也有不錯的體驗。尼可拉斯寒吉表示遊戲「自由度高但存在雙面刃」，玩家能在後期製作出超強武器，變現削弱了戰鬥體驗。遊民星空和Noisy Pixel均提到遊戲部分內容缺乏指引，遊民星空評論員指出裝備強化系統沒有演示，成功的條件也難以摸索，讓他「无奈放弃」。Noisy Pixel編輯也批評遊戲的修煉小遊戲缺乏指引教程，此外遊戲也缺乏讓人印象深刻的關卡和謎題。
遊戲故事方面，尼可拉斯寒吉認為遊戲雖然有著沉重的背景，也有感人的劇情，但是「整體調性十分歡樂」，主角派莓開朗的性格也「療癒」了玩家。遊民星空評價作品主線和日式角色扮演遊戲類似，但是「环环相扣、出人意料的反转等内容让整个故事非常精彩」。《Fami通》評論員稱讚派莓「可愛迷人」，可愛畫風的奇幻世界也很有趣。遊戲的演出獲得正面的評價，遊戲以恰當的鏡頭、音樂和配音塑造出立體角色，故事後期角色長大後，體型、服飾和聲調也相應改變。

## 外部連結
- 官方网站